# Yūko Takeuchi
Pour les articles homonymes, voir Takeuchi.
Yūko Takeuchi (竹内 結子, Takeuchi Yūko) est une actrice japonaise née le 1er avril 1980 à Saitama (Japon) et morte le 27 septembre 2020 dans l'arrondissement de Shibuya de Tokyo (Japon).

## Biographie
Yūko Takeuchi naît le 1er avril 1980 dans la ville de Saitama, au Japon. Elle joue dans des dramas, comme Asuka, Mukodono, Lunch no joō, Egao no hōsoku et Pride.

### Vie privée
Yūko Takeuchi a été mariée à l'acteur Shidō Nakamura de 2005 à 2008. En 2019, elle épouse l'acteur Nakabayashi Taiki.
Elle a donné naissance à son deuxième garçon en janvier 2020.

### Mort
Yūko Takeuchi s'est suicidée par pendaison dans sa maison située dans l'arrondissement de Shibuya, à Tokyo le 27 septembre 2020.

## Filmographie sélective

### Cinéma
- 1998 : Innocento warudo
- 1998 : Ring : Tomoko Ôishi
- 1999 : Big show! Hawaii ni utaeba : Rimi Takahashi
- 2002 : Yomigaeri : Aoi Tachibana
- 2003 : Hoshi ni negaio : Kana Aoshima
- 2004 : Tengoku no honya - koibi : Shoko / Natsuko
- 2004 : Be with You (いま、会いにゆきます, Ima, ai ni yukimasu?) de Nobuhiro Doi : Mio
- 2005 : Haru no yuki : Satoko Ayakura
- 2007 : Saidokā ni inu (サイドカーに犬?) de Kichitarō Negishi : Yoko
- 2007 : Closed Note : Ibuki Mano
- 2007 : Middonaito îguru : Keiko Arisawa
- 2008 : Chîmu bachisuta no eikô : Kimiko Taguchi
- 2009 : Jeneraru rûju no gaisen : Kimiko Taguchi
- 2009 : Nakumonka
- 2010 : Gôruden suranbâ : Higuchi Haruko
- 2010 : Flowers : Kaoru
- 2011 : Boku to tsuma no 1778 no monogatari : Setsuko Makimura
- 2011 : Hayabusa : Megumi Mizusawa
- 2011 : Sutekina kanashibari : Fuko Yabe
- 2012 : Potechi
- 2013 : Sutoroberî naito : Reiko himekawa
- 2014 : Fushigi na misaki no monogatari : Midori
- 2015 : Zange: Sunde wa ikenai heya : I
- 2016 : Creepy (Kurîpî) : Yasuko
- 2016 : Tono, risoku de gozaru
- 2018 : The Travelling Cat Chronicles : Noriko
- 2019 : Nagai Owakare : Mari Imamura
- 2019 : Kessan! Chushingura : Riku
- 2019 : The Confidence Man JP: The Movie : Ran Riu

### Télévision
- 2009-2010 : Flashforward : Keiko Arahida
- 2018 : Miss Sherlock : Sara "Sherlock" Shelly Futaba

## Distinctions

### Récompenses
- 2007 : Nikkan Sports Film Award de la meilleure actrice pour Saidokā ni inu[4]

### Nominations
- 2005 : prix de la meilleure actrice pour Be with You aux Japan Academy Prize[5]